# Casa Federico Espuny
La casa Federico Espuny és un edifici de Santa Bàrbara (Montsià) inclòs a l'Inventari del Patrimoni Arquitectònic de Catalunya.

## Descripció
És un edifici cantoner de planta baixa i dos pisos, amb façana a tres carrers. La planta baixa està ocupada en la major part per la botiga, modernista, en funció de la qual s'estructurà l'habitatge com aelement secundari.
La fàbrica és de maçoneria ordinària revocada amb encoixinats a la planta baixa i les cantonades i frisos esgrafiats i petites cornises a l'altura de cada planta. Composició regular dels buits, amb nombrosos balcons amb baranes de forja artística. Cornisa i remat amb barana balustrada a tot el llarg de les dues façanes principals.

## Història
Edifici tipus del carrer major de Santa Bàrbara, amb fort caràcter noucentista. Cases mitjaneres unifamiliars d'eixample, amb botiga a la planta baixa i habitatge i magatzem a les plantes superiors. Les dècades del 1890 i 1930 veuen el desenvolupament urbà més considerable del poble i l'establiment al llarg del carrer Major de comerços i serveis, conformant la imatge actual del centre urbà.
Al carrer General Coco, 2: «EF AÑO 1910» esgrafiat a la llinda de la porta